# 쇼에이촌
쇼에이촌(昭栄村)은 지바현 가토리군에 설치되었던 촌이다. 현재의 나리타시에 해당한다.

## 지리
- 현재의 나리타시 동부에 해당한다.
- 마을 지역은 고원과 평지가 뒤섞인 골짜기가 많은 지형이다.

## 역사
- 1889년 4월 1일 - 정촌제 시행에 수반해 가토리군 쇼에이촌이 성립하였다.
- 1942년 8월 1일 - 쇼에이촌으로 개칭되었다.
- 1955년 4월 15일 - 쇼에이촌과 합병해 다이에이정이 되어 소멸하였다.

## 인구
| 1891년 | 2,133 |
| 1903년 | 2,286 |
| 1920년 | 3,815 |
| 1930년 | 4,395 |
| 1940년 | 5,034 |
| 1955년 | 6,370 |

## 교통

### 도로
- 2급 국도
  - 국도 제123호선 ( →국도 제51호선)

## 참고문헌
- 『日本現今人名辞典』日本現今人名辞典発行所、1900年。
- 松田卯太郎編『千葉県紳士名鑑』江東出版協会、1926年。
- 角川日本地名大辞典編纂委員会『가도카와 일본 지명 대사전 12 千葉県』、가도카와 쇼텐、1984年 ISBN 4040011201